# Elezioni parlamentari a Trinidad e Tobago del 2015
Le elezioni parlamentari a Trinidad e Tobago del 2015 si tennero il 7 settembre per il rinnovo della Camera dei rappresentanti.

## Risultati
| Liste                             | Voti    | %     | Seggi |
| --------------------------------- | ------- | ----- | ----- |
| People's National Movement        | 378 447 | 51,68 | 23    |
| United National Congress          | 290 066 | 39,61 | 17    |
| Congresso del Popolo              | 43 991  | 6,01  | 1     |
| National Joint Action Committee   | 5 790   | 0,79  | –     |
| Independent Liberal Party         | 5 123   | 0,70  | –     |
| Tobago Forwards                   | 2 162   | 0,30  | –     |
| Tobago Organisation of the People | 1 750   | 0,24  | –     |
| New National Vision               | 883     | 0,12  | –     |
| Altri <0,10%                      | 4 128   | 0,56  | –     |
| Totale                            | 732 340 | 100   | 41    |